# Bikepacking
 (août 2023).
Si vous disposez d'ouvrages ou d'articles de référence ou si vous connaissez des sites web de qualité traitant du thème abordé ici, merci de compléter l'article en donnant les références utiles à sa vérifiabilité et en les liant à la section « Notes et références ».

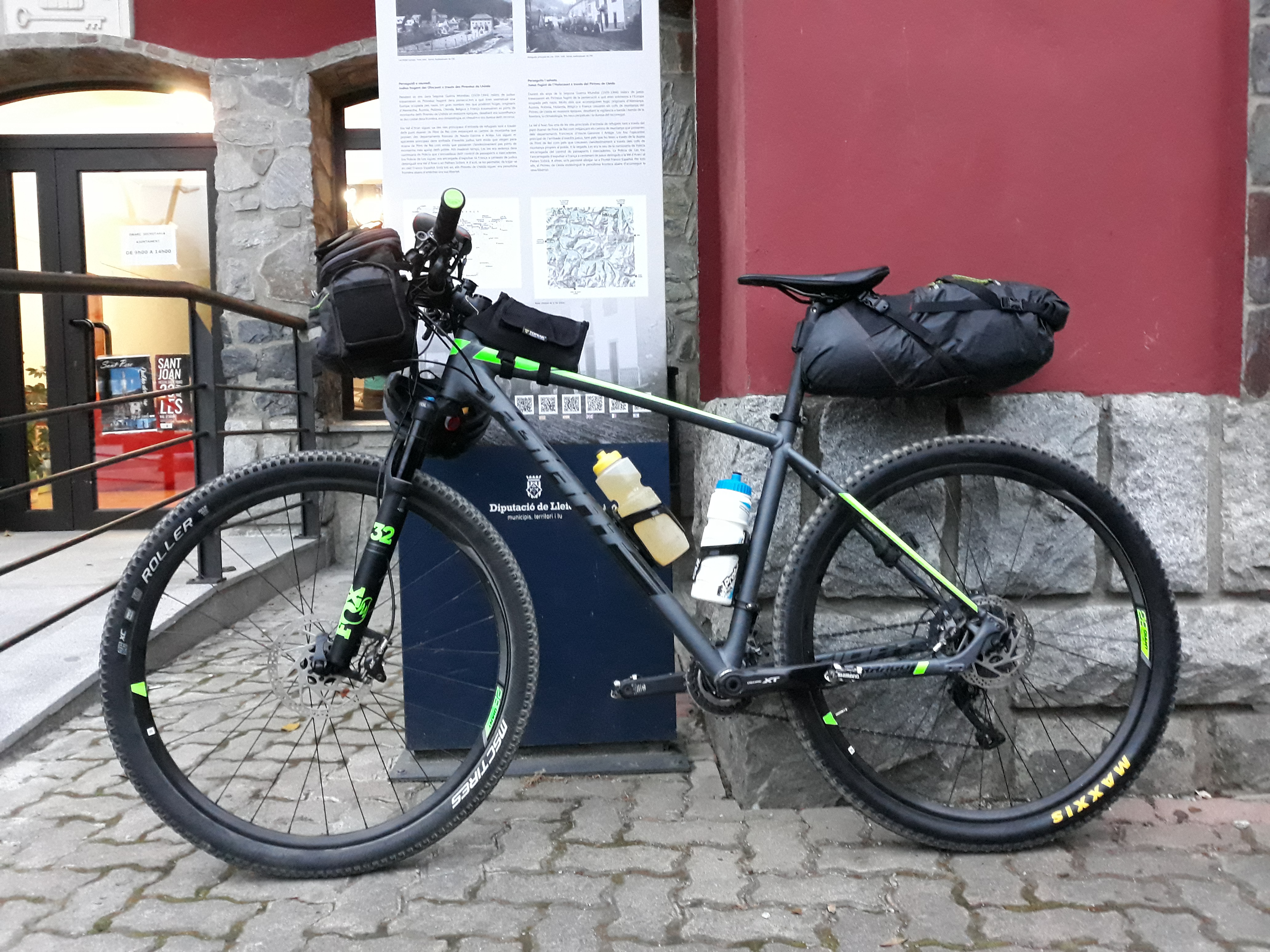
Vélo utilisé en bikepacking

Le bikepacking est une forme de cyclotourisme minimaliste, qui se distingue du cyclotourisme traditionnel par l'utilisation de sacoches,, généralement fixées par des sangles au guidon, au cadre, ou encore à la tige de selle, au lieu des porte-bagages. Pratiqué aussi bien durant quelques jours que pour de longues expéditions en autonomie, l'objectif du bikepacking est de conserver un vélo léger et maniable en ne se limitant pas aux seules voies en enrobé. 
Le bikepacking peut se pratiquer à l'aide d'un vélo spécialisé comme un vélo de route ou un vélo tout-terrain s'il se concentre exclusivement sur la route ou la pleine nature, mais le plus souvent c'est un vélo hybride tel un gravel ou un vélo de trekking (vélo tout chemin) qui est utilisé pour davantage de polyvalence. Dans ce cas le vélo choisi permet en effet d'emprunter facilement aussi bien le réseau routier que les chemins blancs, les routes forestières et les sentiers. Lorsqu'il se pratique en pleine nature ou en milieu isolé, le bikepacking peut privilégier le bivouac pour passer la nuit et impliquer l'utilisation de compétences de bushcraft.

## Historique
L'expression « bikepacking » a été utilisée en mai 1973 dans l'article Bikepacking Across Alaska and Canada dans le magazine National Geographic, dans lequel l'auteur Dan Burden raconte comment 30 cyclistes ont tenté de faire la Hemistour Bicycling Expedition de l'Alaska à l'Argentine. Leur baggages étaient décrit comme constitué de sacoches sur les côtés, de sacoches de guidon et tout ce qui pouvait être accroché aux porte-baggages. Les sacs à dos n'ont pas été pris en considération car ils avaient l'intention de faire des longues distances et un sac à dos devient désagréable après quelques dizaines de kilomètres.

## Bikepacking et cyclotourisme traditionnel

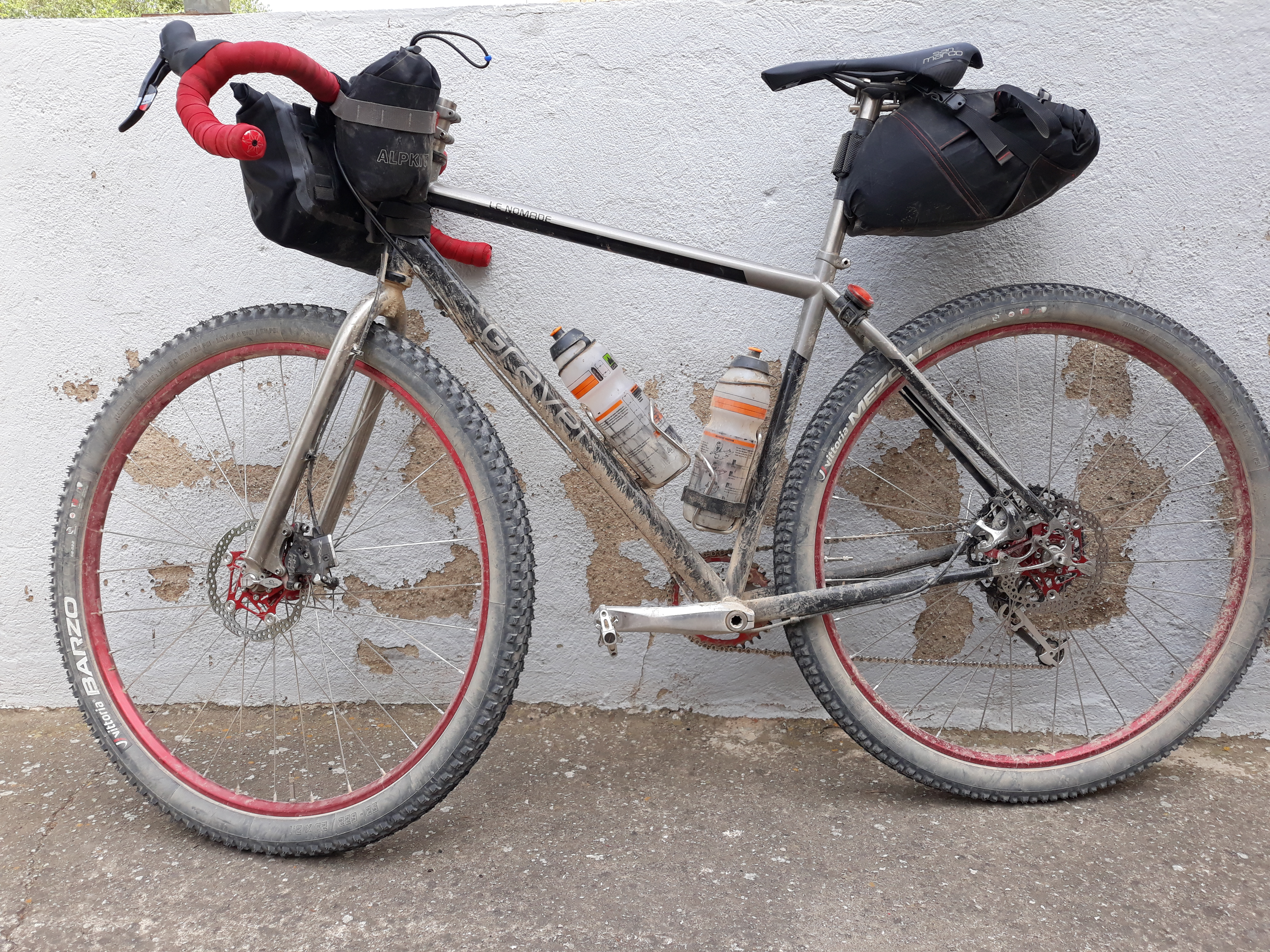
Vélo de bikepacking.

Le bikepacking indique le fait de voyager en portant ses affaires sur son vélo. Le mot est une adaptation du mot backpacking, qui veut dire voyager en portant ses affaires sur son dos. Certain différencient le bikepacking du bicycle touring (cyclotoursime), mais si on se fie à l'historique du mot, il n'y a pas de distinction claire. La différence souvent citée est que le bikepacking correspondrait au fait de voyager plus léger que le touring et se ferait sans l'usage des classiques sacoches qu'on accroche à des porte-baggages.

## Distinction
Il ne faut pas confondre le backpacking, qui est un anglicisme pour désigner le voyage à pied avec un sac à dos (backpack) et le bikepacking, qui est un voyage à vélo (bike).

## Spécificités
Le bikepacking serait donc une version plus rapide et plus légère du cyclotourisme, jusqu'à 60 % inférieure en poids, et constitue un véritable mode de randonnée à vélo,. Les cycles utilisés en bikepacking sont généralement des vélos hybride 
de type vélo tout chemins s'apparentant aux VTT par la fourche suspendue à l'avant et les pneus plus larges que la moyenne. Les vélos gravel sont également appréciés ainsi que les VTT cross-country si le parcours est montagneux. 
Les vélos de bikepacking milieu de gamme peuvent peser une dizaine de kilos hors sacoches, car ils se doivent d'être robustes.  
Le gain de poids est bénéfique au roulage, à la maniabilité du vélo grâce à une meilleure répartition des charges, à une plus grande stabilité. Les sacoches de moindre largeur qu'en cyclotourisme permettent de sillonner d'étroits sentiers qui sont inaccessibles aux vélos de randonnées classiques avec porte-bagages.   
Dans l'esprit du backpacking, les bikepackers recherchent généralement le bivouac sous la tente, plutôt que les hébergements en "dur".   
De même, le recours a une remorque sera rejeté par les puristes, mais envisageable en cas de nécessité : transport d'un enfant, d'un animal ou de matériel encombrant[source secondaire nécessaire].

## Type de sacoches courantes

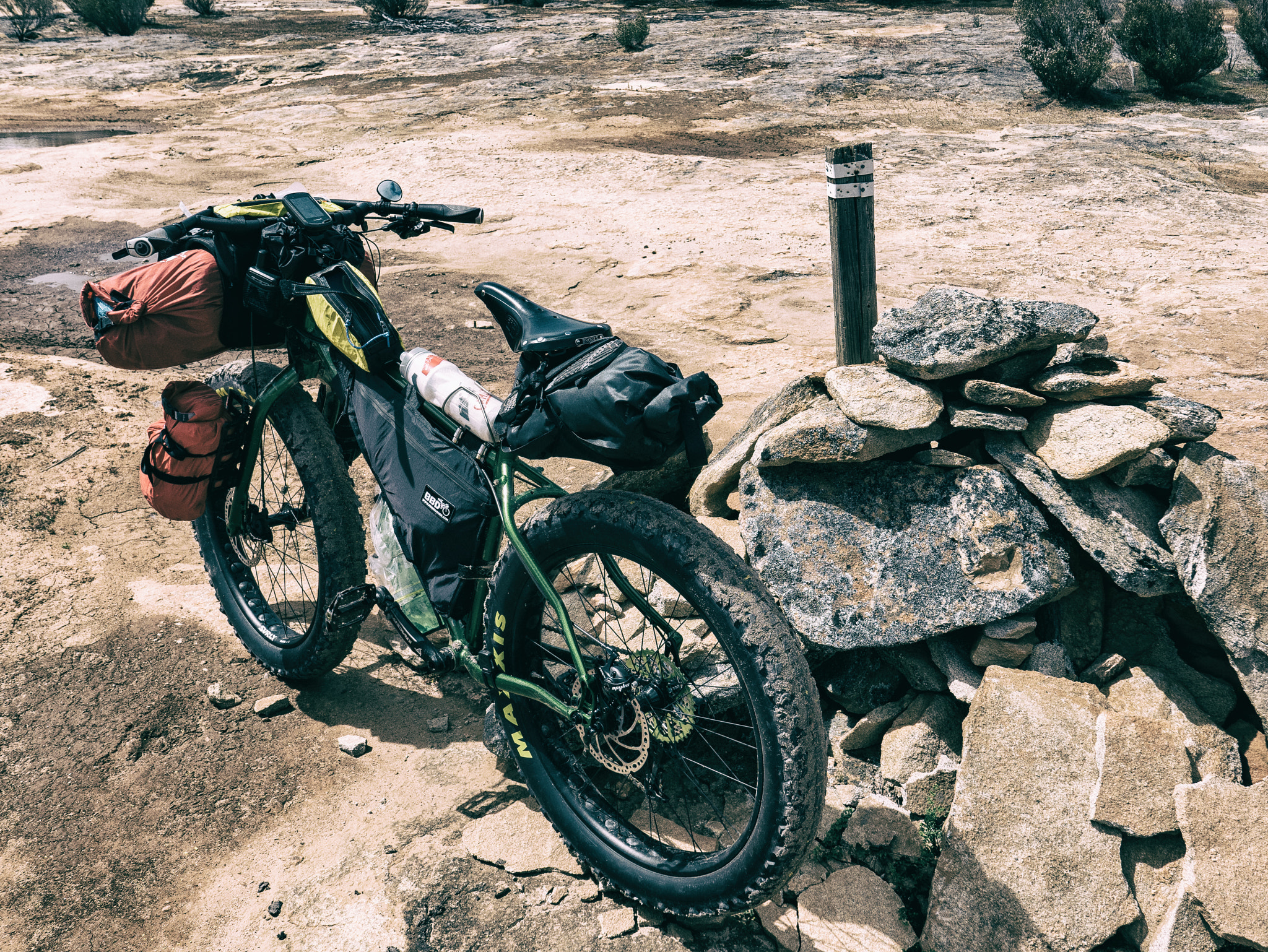
Sacoches multiples (sacoche de selle, de cadre et de cintre).

Il existe plusieurs sacoches de vélo pour satisfaire le besoin d'itinérance des bikepackers : 
- sacoche de selle (Saddlebag) : d'une dizaine de litres, fixée au niveau de la tige de selle. Elle peut stocker des vêtements, chaussures et autres affaires un peu volumineuses. Elle est solidement fixée au vélo sans pour autant gêner le pédalage.
- sacoche de cadre (Top tube ou Framebag) : où se range la plus grosse partie du matériel : nourriture, outils, kit de réparation[5]. Les Frame bag se placent en bas du tube, et viennent remplir l'espace laissé par le triangle du cadre. Les sacoches Top tube viennent au-dessus du cadre.
- sacoche de guidon  : généralement pour le téléphone, l'appareil photo, le portefeuille, les cartes ou la veste de pluie. Elle est conçue pour un accès facile et rapide.

## Compétitions
Les compétitions longues distances sans assistance s'effectuant en bikepacking sont regroupées sous l'appellation d'ultracyclisme.